# Mörkt ullskinn
Mörkt ullskinn (Piloderma olivaceum) är en svampart som först beskrevs av Erast Parmasto, och fick sitt nu gällande namn av Hjortstam 1984. Mörkt ullskinn ingår i släktet Piloderma och familjen Atheliaceae.  Arten är reproducerande i Sverige. Inga underarter finns listade i Catalogue of Life.